# Brooklyn (New York)
| Stadsdeel                         | County           | Geschat inw. 1 juli 2017 | Opp. in km² |
| --------------------------------- | ---------------- | ------------------------ | ----------- |
| Manhattan                         | New York         | 1.664.727                | 59          |
| The Bronx                         | Bronx            | 1.471.160                | 109         |
| Brooklyn                          | Kings            | 2.648.771                | 183         |
| Queens                            | Queens           | 2.358.582                | 281         |
| Staten Island                     | Richmond         | 479.458                  | 151         |
| New York totaal                   | New York totaal  | 8.622.698                | 784         |
| New York (staat)                  | New York (staat) | 19.849.399               | 122.284     |
| Bron: United States Census Bureau |                  |                          |             |

Brooklyn is een van de vijf stadsdelen (boroughs) van de Amerikaanse stad New York. Brooklyn valt ook samen met een van de county's van de staat New York, Kings County. De naam is een Engelse verbastering van het Nederlandse Breukelen. De wapenspreuk van Brooklyn luidt: "Eendraght maeckt maght", waaruit de Nederlandse wortels van deze stad blijken.
Brooklyn heeft een oppervlakte van 251 km² en telt ongeveer 2,5 miljoen inwoners. In Brooklyn zijn Brooklyn Botanic Garden en de Prospect Park Zoo te vinden.
Een bekende wijk is Brighton Beach, dicht bij het badstrand- en vermaakscentrum Coney Island gelegen, dat sinds begin 21e eeuw een wijk met veel Russische Joden is geworden, met de bijnaam "Klein Odessa".

## Geschiedenis
Breuckelen werd in 1646 gesticht door Nederlanders die in dienst waren van de West-Indische Compagnie.
Tot 1898 was Brooklyn een afzonderlijke gemeente. In 1840 telde deze ongeveer 36.000 inwoners, in 1860 waren dat er reeds bijna 300.000, tegenover ruim 800.000 in New York, dat toen nog alleen uit Manhattan bestond. Brooklyn was hiermee, na New York, Philadelphia en Baltimore de vierde stad van de Verenigde Staten.
Tot 1883 was Brooklyn alleen door een veerpont met Manhattan verbonden; in dat jaar werd de Brooklyn Bridge voltooid. Sinds het eind van de 19e eeuw bestaat een groot deel van de bevolking van Brooklyn uit Joden.
In de 20e eeuw hebben zich ook grote zwarte wijken in Brooklyn gevormd, die over het algemeen wat minder verloederd zijn dan bepaalde delen van Harlem en de Bronx, hoewel ook in delen van de zwarte wijk Bedford Stuyvesant grote problemen waren met criminaliteit en drugsverslaving. Thans schijnt dat iets te zijn verminderd.

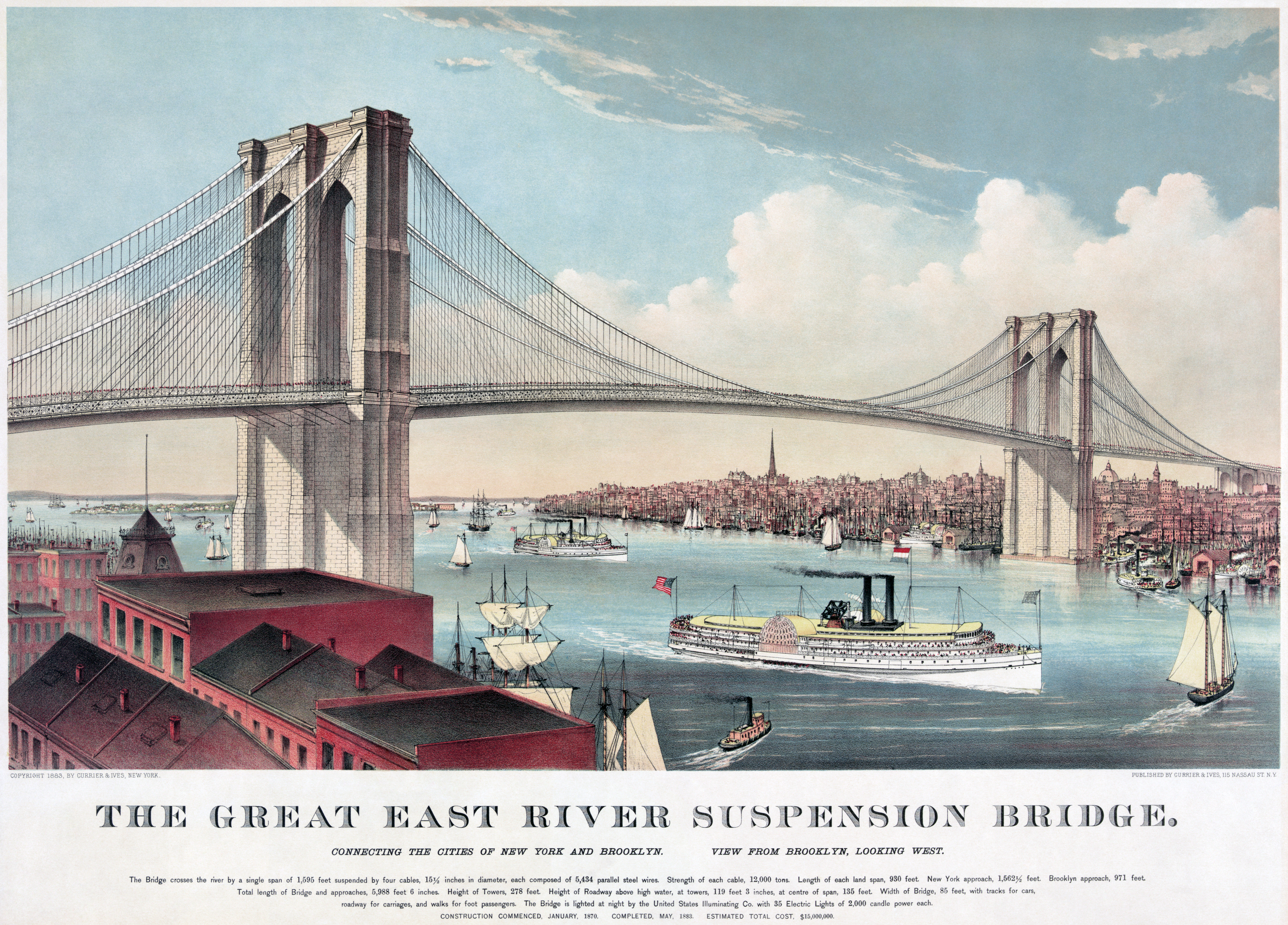
Chromolithografie van de Brooklyn Bridge in uit 1883 door Currier and Ives
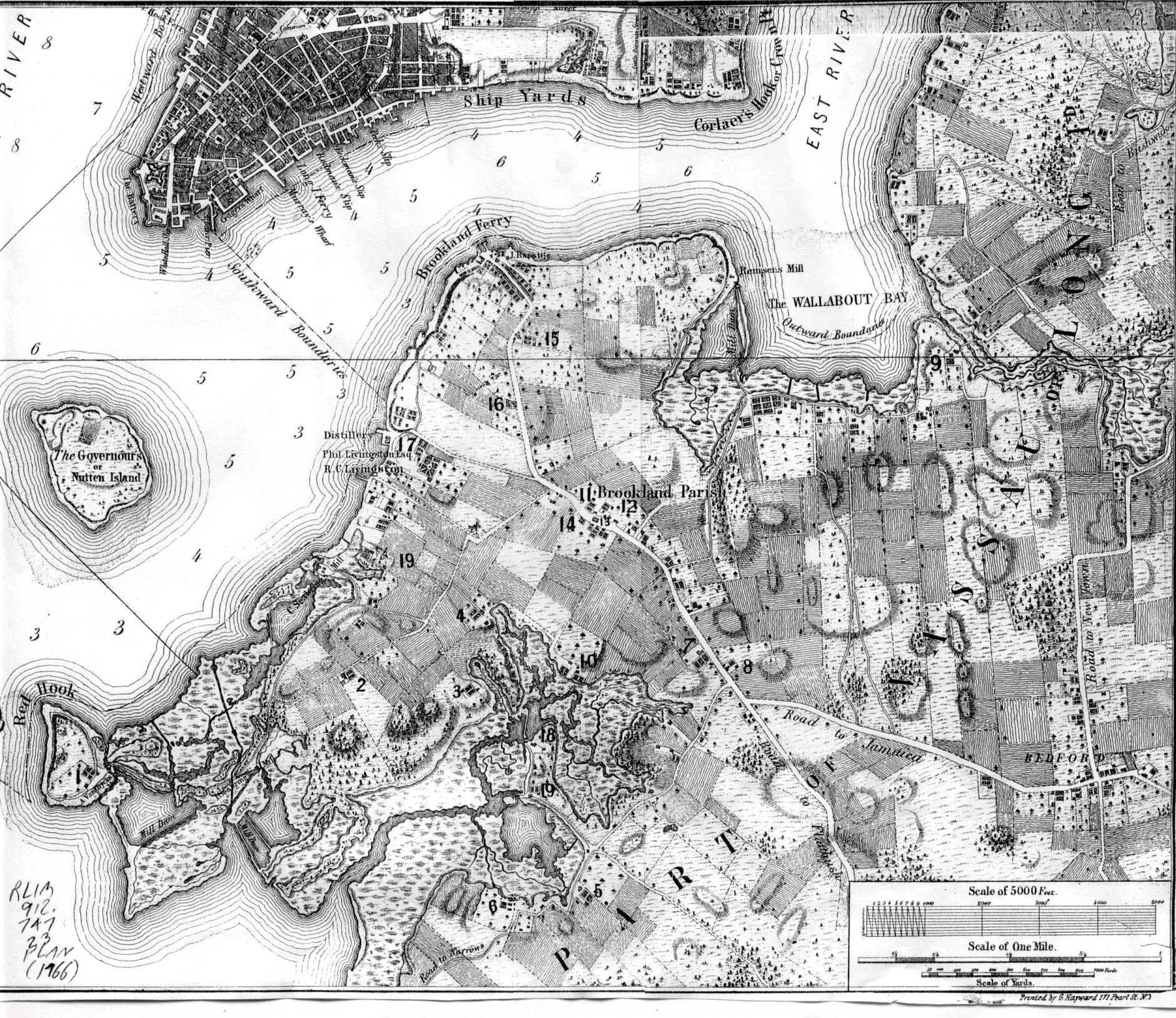
Kaart van Brooklyn uit 1766
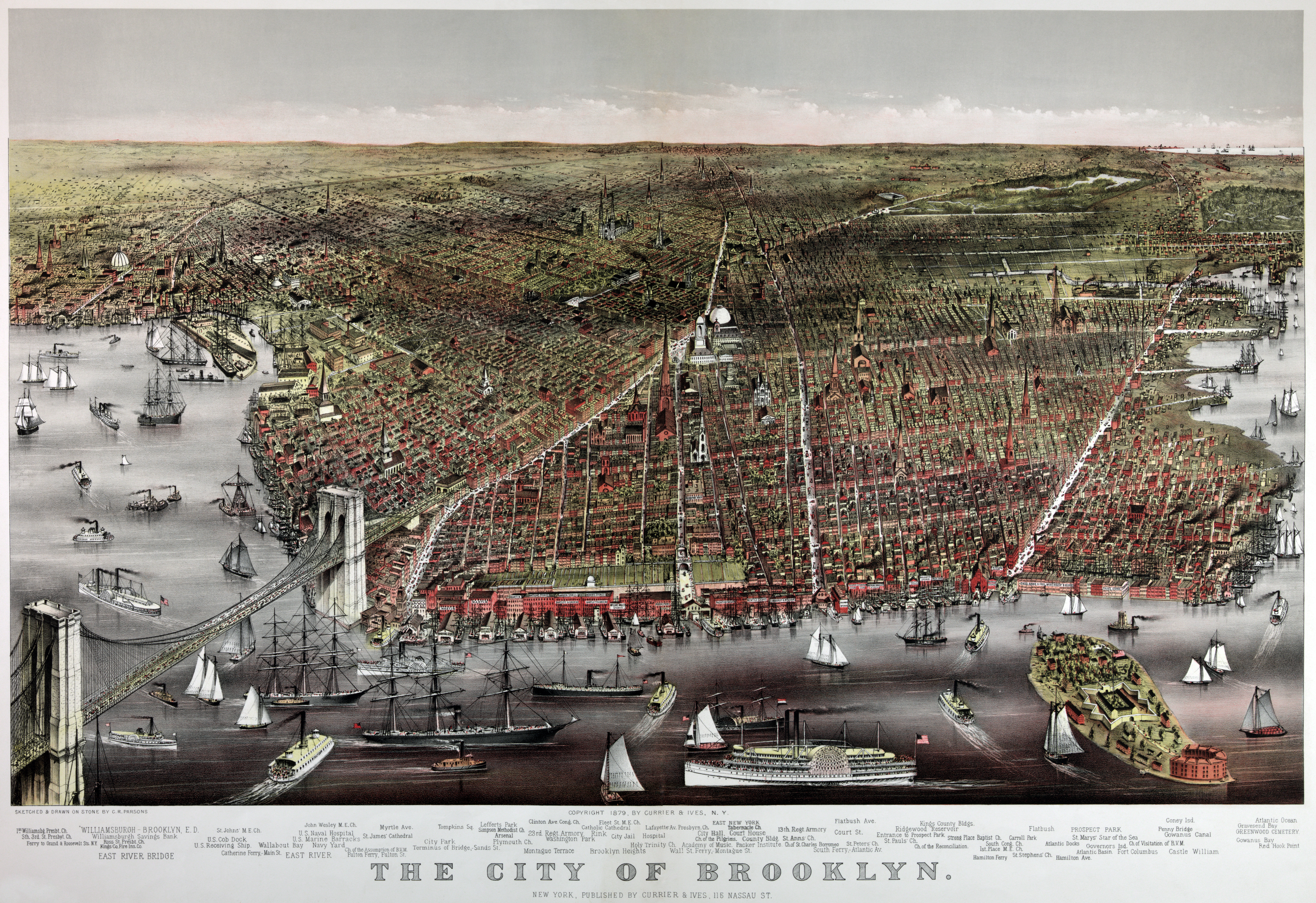
Vogelvluchtperspectief van Brooklyn in 1879

## Wijken

### Noordwest-Brooklyn
- Boerum Hill
- Brooklyn Heights
- Brooklyn Navy Yard
- Carroll Gardens
- Clinton Hill
- Cobble Hill
- Downtown Brooklyn
- DUMBO
- Fort Greene
- Gowanus
- Park Slope
- Prospect Heights
- Red Hook
- Vinegar Hill
- Windsor Terrace

### Noord-Brooklyn
- Bushwick
- East Williamsburg
- Greenpoint
- Ridgewood
- Williamsburg
  - North Side
  - South Side

### Noordoost-Brooklyn
- City Line
- Cypress Hills
- East New York
- Highland Park
- New Lots
- Spring Creek
- Starrett City

### Centraal Brooklyn
- Bedford
- Bedford-Stuyvesant
- Beverly Square East
- Beverly Square West
- Brownsville
- Crown Heights
- Ditmas Park
- Ditmas Park West
- Ditmas Village
- East Flatbush
- Farragut
- Fiske Terrace
- Flatbush
- Kensington

## Bekende Brooklyners

### Geboren
- Mary White Ovington (1865-1951), journalist, suffragette en mede-oprichter van de NAACP
- Irving Langmuir (1881-1957), schei-, natuurkundige en Nobelprijswinnaar (1932)
- Charles Bacon (1885-1968), atleet
- Mary Ryan (1885-1948), actrice
- Peggy Wood (1892-1978), actrice
- Madeleine Astor (1893-1940), passagier op het schip Titanic
- Louis Calhern (1895-1956), acteur
- J. Fred Coots (1897-1985), songwriter
- Viola Dana (1897-1987), actrice
- Marion Davies (1897-1961), actrice
- George Gershwin (1898-1937), componist
- Al Capone (1899-1947), gangster
- Irving Thalberg (1899-1936), filmproducent
- Aaron Copland (1900-1990), componist, muziekpedagoog, dirigent en pianist
- Adelaide Hall (1901-1993), jazzzangeres
- Thelma Ritter (1902-1969), actrice
- Clara Bow (1905-1965), actrice
- William Joyce (1906-1946), nationaalsocialist en pro-Duitse radiopresentator
- James Gavin (1907-1990), generaal
- Art Jarrett (1907-1987), zanger, bandleider en acteur
- Barbara Stanwyck (1907–1990), filmactrice
- Milton Friedman (1912-2006), econoom en Nobelprijswinnaar (1976)
- Mickey Cohen (1913-1976), gangster en bokser
- Elizabeth Janeway (1913-2005), schrijfster, literatuurcritica, sociaal historica en feministe
- Danny Kaye (1911-1987), acteur
- Edmond O'Brien (1915-1985), acteur
- Joe Mantell (1915-2010), acteur
- Eli Wallach (1915-2014), acteur
- Hyman Bookbinder (1916-2011), lobbyist voor mensenrechten en rechtvaardigheid
- Richard Fleischer (1916-2006), filmregisseur
- Will Eisner (1917-2005), comicsschrijver
- William P. Gottlieb (1917-2006), fotograaf
- Jeff Chandler (1918-1961), acteur en zanger
- Susan Hayward (1918-1975), actrice
- Ted Post (1918-2013), film- en televisieregisseur
- Philip Habib (1920-1992), diplomaat
- Mickey Rooney (1920-2014), acteur en regisseur
- Gene Tierney (1920-1991), actrice
- Jason Wingreen (1920-2015), acteur
- Chuck Connors (1921-1992), acteur
- Gloria Parker (1921-2022), muzikante
- Arthur Ashkin (1922-2020), natuurkundige en Nobelprijswinnaar
- Stanley Cohen (1922-2020), biochemicus en Nobelprijswinnaar (1986)
- Leo Kraft (1922-2014), componist, muziekpedagoog en dirigent
- Howard Zinn (1922-2010), historicus
- Sully Boyar (1923-2001), acteur
- Al Lewis (1923-2006), acteur
- Shirley Chisholm (1924-2005), politica
- Robert Solow (1924-2023), econoom en Nobelprijswinnaar (1987)
- Doc Pomus (1925-1991), blueszanger en songwriter
- Helen Gallagher (1926-2024), actrice
- Irwin Rose (1926-2015), biochemicus en Nobelprijswinnaar (2004)
- William Daniels (1927), acteur en voorzitter van de Screen Actors Guild
- William Hickey (1927-1997), acteur
- Alex Katz (1927), kunstschilder
- Stuart Rosenberg (1927-2007), film- en televisieregisseur
- Joe Turkel (1927-2022), acteur
- Terry Carter (1928-2024), acteur en filmmaker
- Jerry Adler (1929), acteur, theaterregisseur, theaterproducent en theatermanager
- Joe Gallo (1929-1972), maffioso
- Paul Davidson (1930-2024), macro-econoom
- John Romita sr. (1930-2023), stripauteur
- Jan Wilsgaard (1930-2016), auto-ontwerper
- Ja'net DuBois (1932-2020), actrice en songwriter
- Joanne Greenberg / Hannah Green (1932), schrijfster
- Richard J. Bernstein (1932-2022), filosoof
- Danny Aiello (1933-2019), acteur
- Judith Love Cohen (1933-2016), ingenieur en moeder van Jack Black
- Ruth Bader Ginsburg (1933-2020), voormalig rechter Hoofdgerechtshof
- Dom DeLuise (1933-2009), acteur en presentator
- Bernie Kopell (1933), acteur
- Larry King (1933-2021), tv-interviewer
- Rosemary De Angelis (1933-2020), actrice
- Alan Arkin (1934-2023), acteur
- Bob Dishy (1934), acteur
- Philip Lieberman (1934-2022), taalkundige
- Carl Sagan (1934-1996), astronoom, astrofysicus, kosmoloog en populariseerder van de wetenschap
- Woody Allen (1935), acteur, komiek en regisseur
- Harold Kushner (1935-2023), rabbijn en auteur
- Steve Lawrence (1935-2024), zanger, acteur en entertainer
- Louis Gossett jr. (1936-2024), acteur
- Tony Lo Bianco (1936-2024), acteur, filmregisseur, toneelregisseur en toneelproducent
- John Saxon (1936-2020), acteur
- Mary Tyler Moore (1936-2017), actrice en comédienne
- Richard Bright (1937-2006), acteur
- Lorenzo Music (1937-2001), acteur, stemacteur, schrijver, televisieproducer en muzikant
- Marilyn Chris (1938), actrice
- Tony Darrow (1938), acteur, filmproducent en scenarioschrijver
- Arthur B. Rubinstein (1938-2018), componist en dirigent
- Sonny Arguinzoni (1939-2025), pinksterchristen
- Don Calfa (1939-2016), acteur en filmproducent
- Gerry Goffin (1939-2014), liedjestekstsschrijver (samen met Carole King)
- Harvey Keitel (1939), acteur
- Nina Kuscsik (1939-2025), atlete
- Neil Sedaka (1939), zanger
- Paul Sorvino (1939-2022), acteur
- James L. Brooks (1940), regisseur
- Ellie Greenwich (1940-2009), zangeres, liedjesschrijfster en producente
- Dan Hedaya (1940), acteur
- Michael Stuart Brown (1941), wetenschapper en Nobelprijswinnaar (1985)
- Ronnie Cuber (1941-2022), jazzmuzikant
- Neil Diamond (1941), zanger
- Richie Havens (1941-2013), folkzanger en -gitarist
- Louis Ignarro (1941), farmacoloog en Nobelprijswinnaar (1998)
- Harry Nilsson (1941-1994), zanger, componist en muzikant
- Eddie Rabbitt (1941-1998), zanger en songwriter
- Bernie Sanders (1941), politicus
- Jessica Walter (1941-2021), actrice
- Lou Reed (1942-2013), singer/songwriter (o.a. Velvet Underground)
- Tony Sirico (1942-2022), acteur
- Barbra Streisand (1942), actrice, zangeres en producer
- Michael Durrell (1943), acteur
- David Geffen (1943), ondernemer
- Garland Jeffreys (1943), singer-songwriter
- Barry Manilow (1943), singer/songwriter
- Bernard Rollin (1943-2021), hoogleraar filosofie
- Tony Visconti (1944), muziekproducer
- Salvatore Gravano (1945), bijgenaamd Sammy the Bull, lid van de Gambino maffiafamilie
- Priscilla Presley (1945), actrice
- Robert LuPone (1946-2022), acteur
- Janet Yellen (1946), econome, centrale bankier, hoogleraar en politica
- Richard Lewis (1947-2024), stand-upcomedian en acteur
- Francine Prose (1947), romanschrijver
- Ken Lerner (1948), acteur
- Rhea Perlman (1948), actrice
- Vincent Schiavelli (1948-2005), acteur
- Brenda Russell (1949), zangeres
- Bruce Arena (1951), voetbalcoach
- Tony Danza (1951), acteur
- Didi Conn (1951), actrice
- Charlie Dominici (1951-2023), zanger
- Steve Grossman (1951-2020), jazzsaxofonist
- Rachel Chagall (1952), actrice
- Pat Benatar (1953), zangeres
- James Foley (1953-2025), filmregisseur
- Mark Frost (1953), scenarioschrijver, regisseur en producent
- Michael Badalucco (1954), acteur en filmproducent
- Lorraine Bracco (1954), actrice
- Harvey Fierstein (1954), acteur, toneelschrijver en zanger
- Jerry Seinfeld (1954), acteur, schrijver en komiek
- Janice Dickinson (1955), fotomodel
- Adam Arkin (1956), acteur en regisseur
- Jerry Doyle (1956-2016), acteur en radiopresentator
- Martin Fettman (1956), astronaut
- Steve Buscemi (1957), acteur en filmregisseur
- Tony Humphries (1957), dj
- John Turturro (1957), acteur en regisseur
- Andrew Dice Clay (1957), komiek
- Gregg Daniel (1958), acteur
- Margaret Colin (1958), actrice
- Vincent D'Onofrio (1959), acteur
- Scott Baio (1960), acteur
- Jean-Michel Basquiat (1960-1988), kunstenaar
- Patrick Breen (1960), acteur, filmregisseur en scenarioschrijver
- Peter Parros (1960), acteur, filmproducent
- Eddie Murphy (1961), acteur
- Peter Steele (1962-2010), zanger
- Michael Jordan (1963), basketballer
- Harold Perrineau (1963), acteur
- Brian Robbins (1963), acteur en scenarioschrijver
- Douglas Emhoff (1964), advocaat
- Marisa Tomei (1964), actrice
- Jennifer Tosch (1964), oprichter Black Heritage Tours
- Masta Ace (1966), rapper
- Adam Sandler (1966) acteur, muzikant, komiek en producer
- Mike Tyson (1966), bokskampioen
- Jimmy Kimmel (1967), komiek, acteur en presentator
- Vanessa Lann (1968), Amerikaanse Nederlandse componiste
- Debra Messing (1968), actrice
- John Ortiz (1968), acteur
- Darren Aronofsky (1969), filmregisseur en producer
- Miles Griffith (1969-2025), jazzzanger
- Jay-Z (1969), rapper en producer
- Derrick Adkins (1970), atleet
- Doug E. Doug (1970), acteur en regisseur
- Nia Long (1970), actrice
- Kirk Acevedo (1971), acteur
- The Notorious B.I.G. (1972-1997), rapper
- Alyssa Milano (1972), actrice
- Busta Rhymes (1972), rapper
- Mos Def (1973), rapper
- Lourdes Benedicto (1974), actrice
- Jimmy Fallon (1974), komiek, acteur en presentator
- Lil' Kim (1974), rapper, actrice en model
- Talib Kweli (1975), rapper
- Keith Murray (1977), zanger en gitarist
- Lana Parrilla (1977), actrice
- Adepero Oduye (1978), actrice
- Robert Christopher Riley (1980), acteur
- Shad Gaspard (1981-2020), worstelaar en acteur
- Anne Hathaway (1982), actrice
- Gabourey Sidibe (1983), actrice
- Vanessa Lee Chester (1984), actrice
- Deborah Ann Woll (1985), actrice
- Corbin Bleu (1989), zanger, model, danser en acteur
- Lia Neal (1995), zwemster
- 6ix9ine (1996), rapper

### Bekende inwoners (elders geboren)
- Walt Whitman (1819-1892), dichter, schrijver en journalist
- Truus Baumeister (1907-2000), Nederlands zwemster
- Norman Mailer (1923-2007), schrijver
- Spike Lee (1957), filmregisseur
- Keith Caputo (1973), singer/songwriter
- Jonathan Safran Foer (1977), schrijver
- Matisyahu (1979), zanger

## Afbeeldingen

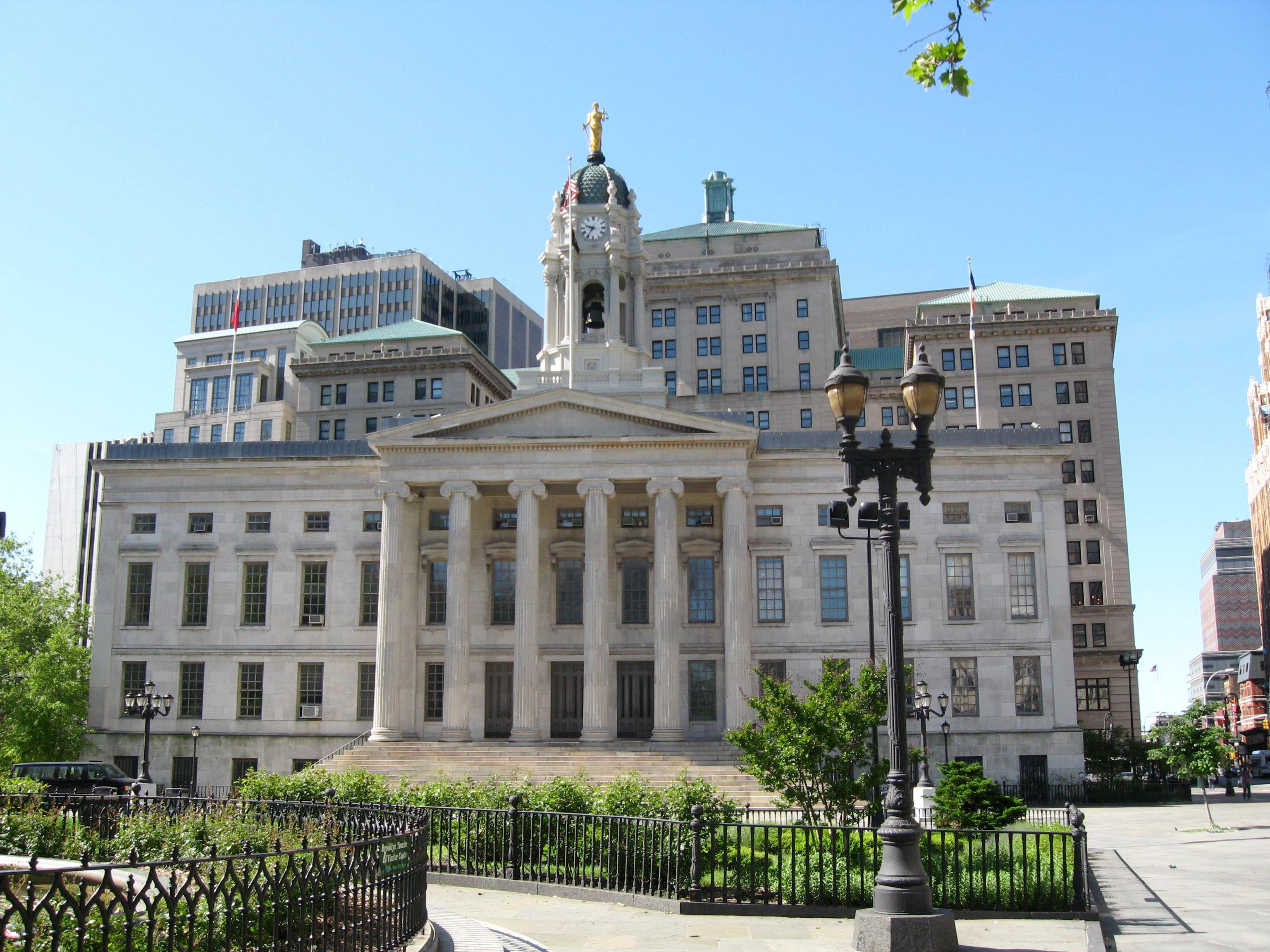
Brooklyn Borough Hall
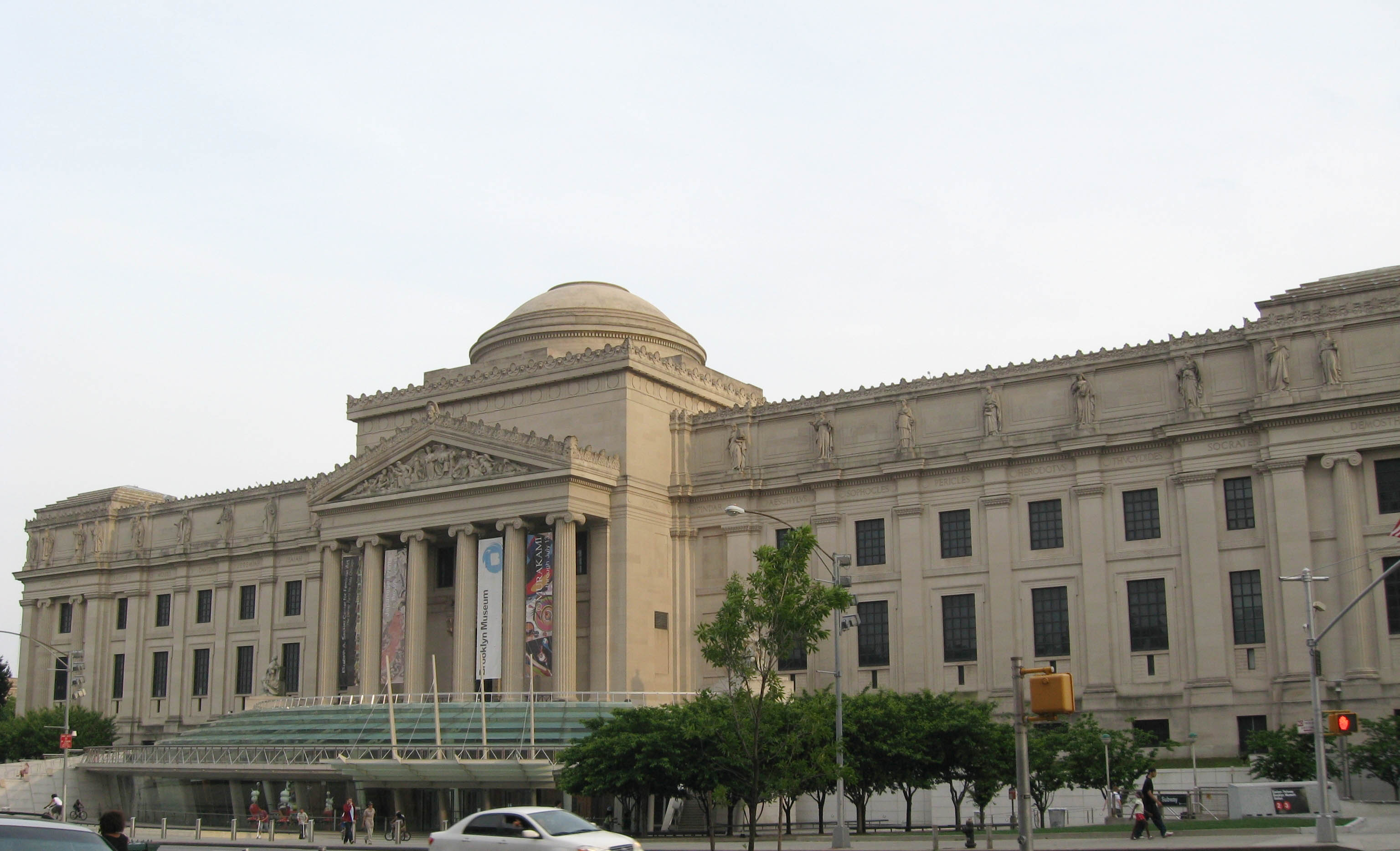
Brooklyn Museum
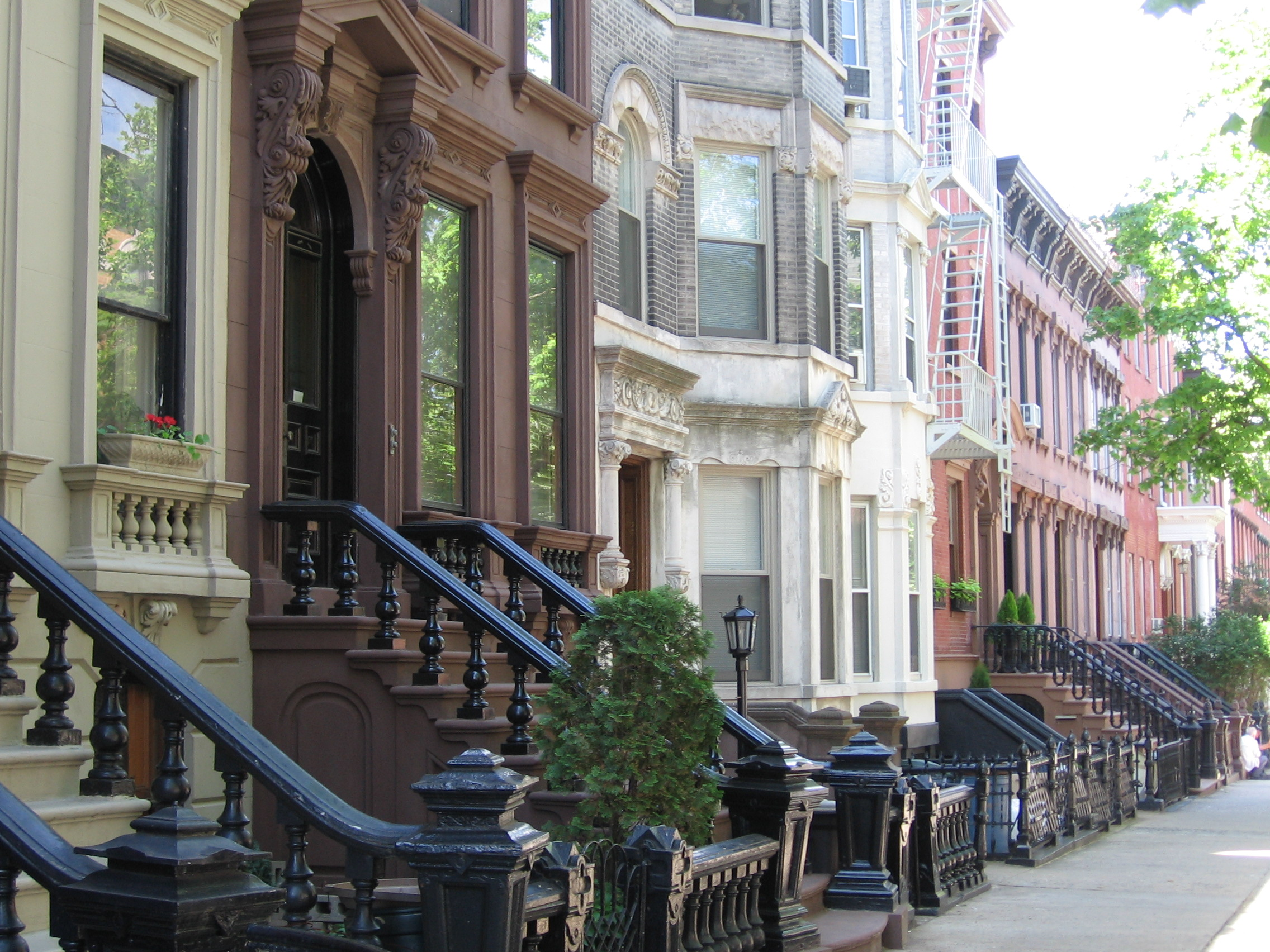
Negentiende-eeuwse huizen in Brooklyn